# Celine Wilde

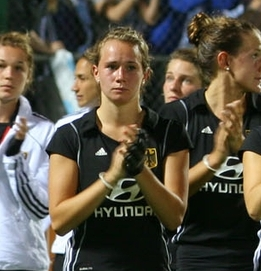
Celine Wilde (2010)

Céline Wilde (* 7. Februar 1990 in Hamburg) ist eine aktive deutsche Hockeyspielerin beim Uhlenhorster HC aus Hamburg.
Wilde war seit 2005 in Jugendmannschaften für den Deutschen Hockey-Bund aktiv. 2008 wurde sie in Valencia U21-Europameisterin. Die Stürmerin debütierte am 6. März 2010 in der deutschen Hockeynationalmannschaft, bei der Feldhockey-Weltmeisterschaft 2010 belegte sie mit der deutschen Mannschaft den vierten Platz. Bis einschließlich 2012 nahm Wilde dreimal an der Champions Trophy teil, wobei die deutsche Mannschaft 2010 und 2012 den vierten Platz erreichte.
Celine Wilde hat 82 Feld- und 8 Hallen-Länderspiele absolviert.(Stand 21. Juni 2017)
Sie begann beim Rahlstedter Hockey- und Tennisclub und wechselte später zum Klipper THC, zwischendurch war sie ein Jahr in Australien aktiv. Wilde ist Jura-Studentin.